# خط طول 148° شرق
خط طول 148° شرق هو أحد خطوط الطول الجغرافية، والتي تمتد من القطب الشمالي الجغرافي إلى القطب الجنوبي الجغرافي، وحسب التحويل الزمني يتقدم خط طول 148° شرق عن خط غرينتش بـ9 ساعات و52 دقيقة.

## من القطب إلى القطب
ينطلق خط طول 148° شرق من القطب الشمالي نحو القطب الجنوبي مرورا بالمناطق التي ترد في الجدول التالي:
| الإحداثيات                           | البلد أو الإقليم أو البحر | ملاحظات |
| ------------------------------------ | ------------------------- | --- |
| 90°0′N 148°0′E / 90.000°N 148.000°E  | المحيط المتجمد الشمالي    | |
| 76°40′N 148°0′E / 76.667°N 148.000°E | بحر سيبيريا الشرقي        | |
| 75°24′N 148°0′E / 75.400°N 148.000°E | روسيا                     | ياقوتيا — جزيرة New Siberia |
| 74°51′N 148°0′E / 74.850°N 148.000°E | بحر سيبيريا الشرقي        | |
| 72°19′N 148°0′E / 72.317°N 148.000°E | روسيا                     | ياقوتيا ماغادان أوبلاست — من 63°56′N 148°0′E / 63.933°N 148.000°E |
| 59°23′N 148°0′E / 59.383°N 148.000°E | بحر أوخوتسك               | |
| 45°20′N 148°0′E / 45.333°N 148.000°E | جزر الكوريل               | جزيرة إيتوروب, administered by روسيا (ساخالين أوبلاست), but تملكه اليابان (هوكايدو) |
| 45°1′N 148°0′E / 45.017°N 148.000°E  | المحيط الهادئ             | مرورا بغرب the جزيرة Nauna, بابوا غينيا الجديدة (في 2°12′S 148°11′E / 2.200°S 148.183°E) · مرورا بشرق Rambutyo Island, بابوا غينيا الجديدة (في 2°17′S 147°52′E / 2.283°S 147.867°E) · بحر بيسمارك - مرورا بغرب Sakar Island, بابوا غينيا الجديدة (في 5°24′S 148°3′E / 5.400°S 148.050°E) |
| 5°33′S 148°0′E / 5.550°S 148.000°E   | بابوا غينيا الجديدة       | Umboi Island |
| 5°50′S 148°0′E / 5.833°S 148.000°E   | بحر سليمان                | |
| 8°4′S 148°0′E / 8.067°S 148.000°E    | بابوا غينيا الجديدة       | جزيرة غينيا الجديدة |
| 10°9′S 148°0′E / 10.150°S 148.000°E  | المحيط الهادئ             | بحر المرجان — مرورا عبر أستراليا's جزر بحر المرجان |
| 19°55′S 148°0′E / 19.917°S 148.000°E | أستراليا                  | كوينزلاند نيوساوث ويلز — من 29°0′S 148°0′E / 29.000°S 148.000°E فيكتوريا (أستراليا) — من 36°8′S 148°0′E / 36.133°S 148.000°E |
| 37°53′S 148°0′E / 37.883°S 148.000°E | المحيط الهادئ             | بحر تسمان |
| 39°38′S 148°0′E / 39.633°S 148.000°E | أستراليا                  | تاسمانيا — Outer Sister Island, جزيرة فلندرز, Long Island و Cape Barren Island |
| 40°25′S 148°0′E / 40.417°S 148.000°E | باس (مضيق)                | مرورا بغرب Clarke Island, تاسمانيا, أستراليا (في 40°32′S 148°5′E / 40.533°S 148.083°E) |
| 40°45′S 148°0′E / 40.750°S 148.000°E | أستراليا                  | تاسمانيا |
| 42°31′S 148°0′E / 42.517°S 148.000°E | المحيط الهادئ             | بحر تسمان — مرورا بغرب جزيرة ماريا, تاسمانيا, أستراليا (في 42°39′S 148°1′E / 42.650°S 148.017°E) |
| 43°13′S 148°0′E / 43.217°S 148.000°E | أستراليا                  | تاسمانيا — Tasman Peninsula |
| 43°15′S 148°0′E / 43.250°S 148.000°E | المحيط الهادئ             | |
| 60°0′S 148°0′E / 60.000°S 148.000°E  | المحيط الجنوبي            | |
| 67°48′S 148°0′E / 67.800°S 148.000°E | القارة القطبية الجنوبية   | الإقليم الأسترالي في القارة القطبية الجنوبية, المطالب الإقليمية بالقارة القطبية الجنوبية by أستراليا |
| 68°17′S 148°0′E / 68.283°S 148.000°E | المحيط الجنوبي            | Buckley Bay |
| 68°25′S 148°0′E / 68.417°S 148.000°E | القارة القطبية الجنوبية   | الإقليم الأسترالي في القارة القطبية الجنوبية, المطالب الإقليمية بالقارة القطبية الجنوبية by أستراليا |